# Sebago
Sebago és una població dels Estats Units a l'estat de Maine (EUA). Segons el cens del 2000 tenia 1.433 habitants.

## Demografia
Segons el cens del 2000, Sebago tenia 1.433 habitants, 584 habitatges, i 412 famílies. La densitat de població era de 16,9 habitants/km².
Dels 584 habitatges en un 27,6% hi vivien nens de menys de 18 anys, en un 61,3% hi vivien parelles casades, en un 5,8% dones solteres, i en un 29,3% no eren unitats familiars. En el 22,4% dels habitatges hi vivien persones soles el 9,4% de les quals corresponia a persones de 65 anys o més que vivien soles. El nombre mitjà de persones vivint en cada habitatge era de 2,45 i el nombre mitjà de persones que vivien en cada família era de 2,86.
Per edats la població es repartia de la següent manera: un 23,1% tenia menys de 18 anys, un 4,7% entre 18 i 24, un 27,8% entre 25 i 44, un 29,7% de 45 a 60 i un 14,8% 65 anys o més.
L'edat mediana era de 42 anys. Per cada 100 dones de 18 o més anys hi havia 95,4 homes.
La renda mediana per habitatge era de 40.391 $ i la renda mediana per família de 43.512 $. Els homes tenien una renda mediana de 33.083 $ mentre que les dones 25.139 $. La renda per capita de la població era de 18.995 $. Entorn del 4% de les famílies i el 5,8% de la població estaven per davall del llindar de pobresa.